# Амирзян, Сергей
Сергей Амирзян (лит. Sergejus Amirzianas; 26 декабря 1999) — литовский футболист, полузащитник.

## Карьера

### Клубная карьера

#### Молодёжная команда клуба «ФА Шяуляй»
С августа 2014 по май 2015 играл за молодёжную команду клуба «ФА Шяуляй» в элитном дивизионе U16, проведя 21 матч и забив 11 голов, а с марта по июнь 2016 года уже в элитном дивизионе U17 (12 матчей и 6 голов).

#### «Жальгирис Б»
11 сентября 2016 года дебютировал на взрослом уровне за дубль «Жальгириса» во втором дивизионе Литвы. Провёл всего три матча и не отметился голами, однако параллельно играл за молодёжную команду в элитном юниорском дивизионе U19, где забил 2 гола за 3 матча.

#### Первое возвращение в «ФА Шяуляй»
В апреле 2017 года провёл 1 матч за молодёжную команду «СГ-ФА Шяуляй» во втором по силе юниорском дивизионе U19, забив гол, а уже в мае провёл 4 матча за основную команду в третьем дивизионе Литвы, отличившись 1 голом.

#### «Судува»
С июня 2017 по июнь 2018 года выступал различные команды клуба «Судува» в молодёжном элитном первенстве U19 (6 матчей, 3 гола), кубке Литвы (2 матча, 1 гол), третьем дивизионе (11 матчей, 2 гола за «Судуву Б»), высшем дивизионе (4 матча, дебют в высшем дивизионе страны состоялся 23 июля 2017 года против команды «Утенис»). В сезоне 2017/18 дважды выходил на замену в матчах квалификации Лиги Европы. Вместе с основной командой становился чемпионом страны в 2017 и 2018 годах.

#### «Джюгас»
C августа по октябрь 2018 года сыграл за «Джюгас» 10 матчей во втором дивизионе Литвы и отметился 3 голами.

#### Второе возвращение в «ФА Шяуляй»
В апреле 2019 года вновь сыграл за «ФА Шяуляй». Находился в клубе до конца 2022 года, успев сыграть в кубке Литвы (5 матчей), высшем дивизионе (10 матчей), втором дивизионе (61 матч и 15 голов за основную команду, 24 матча и 2 гола за «ФА Шяуляй Б» в сезоне 2022), третьем дивизионе (2 матча за «ФА Шяуляй Б»).

#### «Саулининкас»
После перерыва в полтора года, в июне 2024 года начал играть за литовский клуб «Саулининкас», выступающий в четвёртом дивизионе. На данный момент успел провести 5 матчей, забив 8 голов, в том числе, оформив гекса-трик.

### Карьера в сборной
10 сентября 2019 года вышел на замену за сборную Литвы до 21 года против сборной Греции до 21 года.
В ноябре 2019 года провёл не менее 1 матча за сборную Литвы до 23 лет — против сборной Северной Кореи до 22 лет. Матч завершился ничьей 1:1, а Сергей отметился голом. В этом же месяце сборная играла матчи против Китая и Австралии (до 23 лет), однако участвовал ли игрок в этих встречах неизвестно.

## Достижения

### «Судува»
- Чемпион Литвы: 2017, 2018

### «Шяуляй»
- Победитель второго дивизиона Литвы: 2021